# Bão Haiyan (2013)

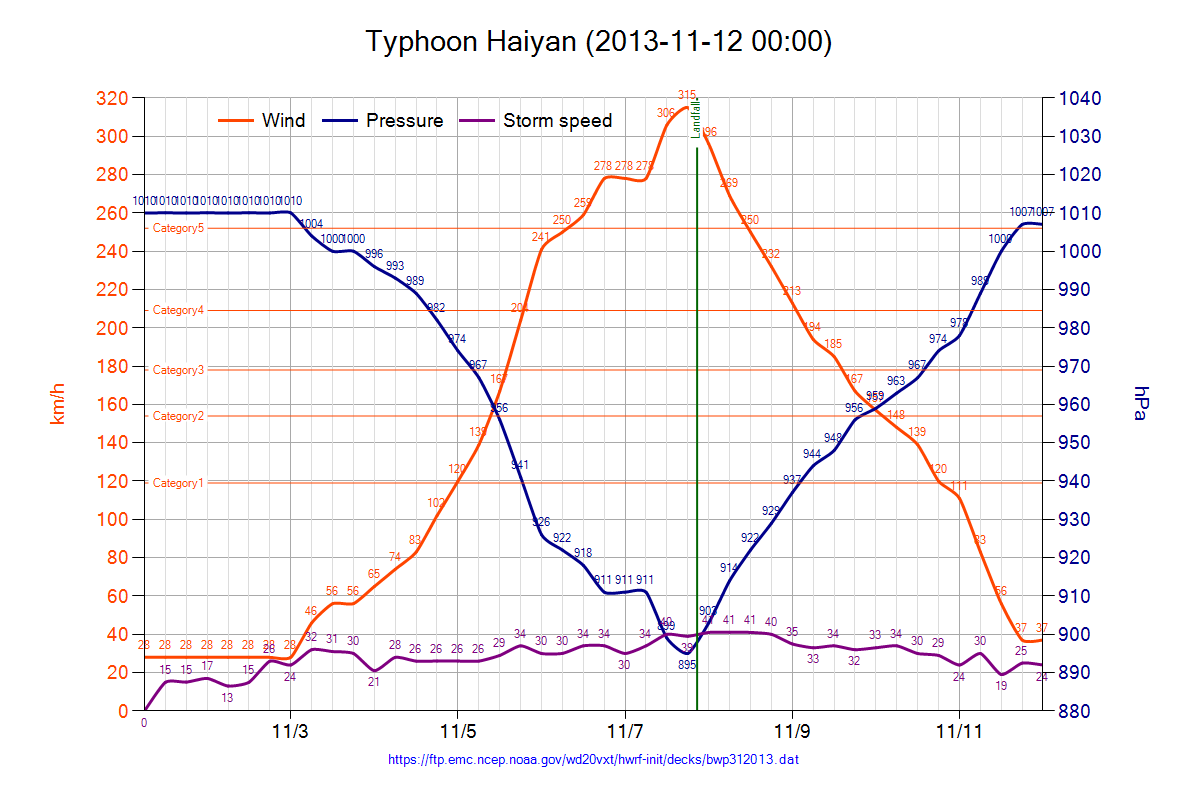
Đồ thị sức gió duy trì trong vòng 1 phút, giá trị khí áp trung tâm và tốc độ di chuyển của bão Haiyan

Bão Haiyan (Tiếng Trung: 海燕; Hán Việt: Hải Yến; Bính Âm: Hǎiyàn), tên gọi ở Philippines là Bão Yolanda, và được Việt Nam định danh là bão số 14 năm 2013, là một xoáy thuận nhiệt đới lớn, và là cơn mạnh nhất trong mùa bão Tây Bắc Thái Bình Dương 2013. Cơn bão đã tàn phá một phần của châu Á, trong đó có Việt Nam, Trung Quốc và đặc biệt là Philippines trong khoảng thời gian đầu tháng 11 năm 2013. Haiyan là cơn bão chết chóc nhất tại Phillipines trong lịch sử hiện đại, với ít nhất 6.300 người đã chết do bão chỉ riêng tại quốc gia này. Xét về sức gió duy trì trong 1 phút lúc đổ bộ theo ước tính của JTWC, Haiyan được xếp ngang hàng với Meranti của năm 2016 hay Bão Rai của năm 2021 vì là xoáy thuận nhiệt đới đổ bộ mạnh thứ hai trong lịch sử, chỉ sau bão Goni năm 2020 (tuy nhiên việc này là không chắc chắn vì không có một dụng cụ thời tiết nào có thể trụ vững để đo được sức gió lúc bão đổ bộ). Đến thời điểm tháng 1 năm 2014, thi thể các nạn nhân vẫn còn đang được tìm kiếm.
Là cơn bão nhiệt đới thứ 30 được đặt tên của Mùa bão Tây Bắc Thái Bình Dương 2013, Haiyan bắt nguồn từ một vùng áp suất thấp nằm tại vị trí cách Pohnpei vài trăm km về phía Đông – Đông Nam trong ngày 2 tháng 11 năm 2013. Di chuyển chủ yếu về phía Tây, nhờ những điều kiện môi trường thuận lợi, hệ thống này đã phát triển thành một áp thấp nhiệt đới trong ngày mùng 3. Sau khi trở thành một cơn bão nhiệt đới thời điểm 00:00 UTC ngày mùng 4, Haiyan bắt đầu trải qua giai đoạn tăng cường độ nhanh chóng, điều này đã giúp nó mạnh lên thành một cơn bão cuồng phong vào lúc 18:00 UTC ngày mùng 5. Sang ngày mùng 6, Trung tâm Cảnh báo Bão Liên hợp (JTWC) đã đánh giá cường độ cơn bão lúc này tương đương với siêu bão cấp 5 trong thang bão Saffir-Simpson, và Haiyan đã di chuyển qua hòn đảo Kayangel thuộc Palau không lâu sau thời điểm nó đạt được cường độ vô cùng cao.
Sau đó, Haiyan vẫn tiếp tục mạnh lên; đến thời điểm 12:00 UTC ngày 7 tháng 11, Cơ quan Khí tượng Nhật Bản (JMA) đã nâng sức gió duy trì liên tục trong 10 phút tối đa của cơn bão lên thành 230 km/h (145 mph). Đài Quan sát Hong Kong ước tính tốc độ gió duy trì liên tục trong 10 phút tối đa ở mức 285 km/h (180 mph) trước khi cơn bão đổ bộ vào miền Trung Philippines, trong khi Cơ quan Khí tượng Trung Quốc ước tính vận tốc gió duy trì trong hai phút tối đa vào thời điểm đó vào khoảng 280 km/h (175 mph). Tại tời điểm 18:00 UTC, Đồng thời, JTWC ước tính sức gió duy trì trong một phút của hệ thống là 315 km/h (195 mph), không chính thức khiến Haiyan trở thành xoáy thuận nhiệt đới mạnh nhất từng được quan sát dựa trên tốc độ gió, kỷ lục này đã bị cơn bão Patricia ở Đông Bắc Thái Bình Dương vượt qua trong 2015 ở tốc độ 345 km/h (215 mph). Haiyan cũng xếp ngang hàng cùng với bão Meranti của năm 2016 và bão Goni của năm 2020 với tư cách là xoáy thuận nhiệt đới dữ dội nhất ở Đông bán cầu xét theo gió kéo dài 1 phút.. Vài giờ sau, mắt bão đã đổ bộ lần đầu tiên vào Philippines tại Guiuan, Đông Samar. Trong quá trình khi suy yếu, cơn bão đã đổ bộ thêm 5 lần vào đất nước này trước khi đi vào Biển Đông. Tại đây, nó đã chuyển hướng Đông Bắc và cuối cùng đổ bộ vào miền Bắc Việt Nam với cường độ bão nhiệt đới dữ dội trong ngày 10 tháng 11. Haiyan được ghi nhận lần cuối bởi JMA khi nó trở thành là một áp thấp nhiệt đới trong ngày hôm sau.
Cơn bão đã gây ra một sự tàn phá thảm khốc tại các khu vực Visayas, đặc biệt tại Samar, Leyte, Cebu, Capiz, Negros, và Bắc Iloilo. Theo báo cáo chính thức của Liên hợp quốc, đã có khoảng 11 triệu người chịu ảnh hưởng – rất nhiều người trong số đó bị mất nhà cửa.
"Haiyan" là cái tên được Trung Quốc đề xuất, có nghĩa là chim hải yến. Năm 2014, tên của cơn bão được đổi lại thành "Bailu".

## Lịch sử khí tượng

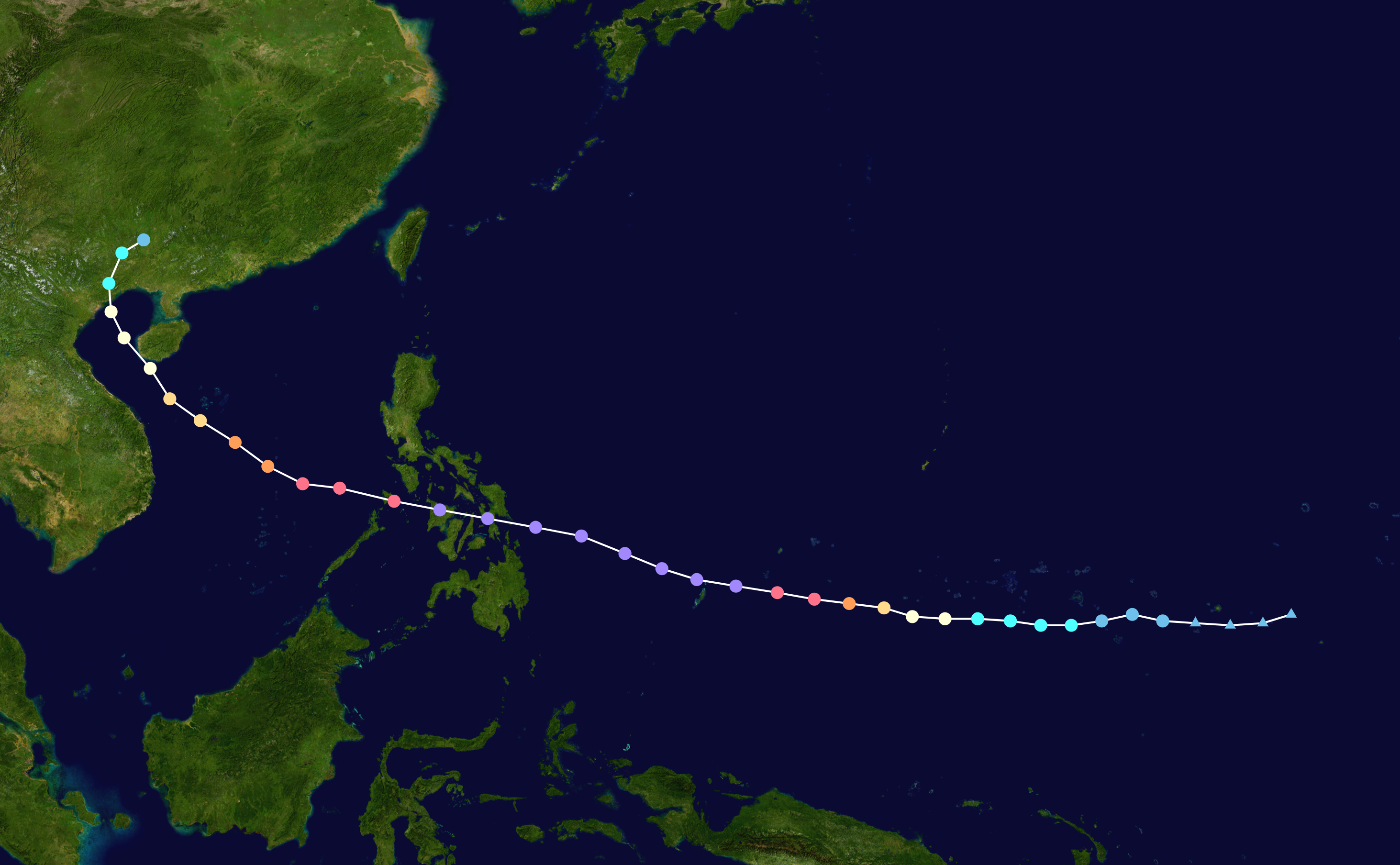
Đường đi cơn bão Haiyan, bão hình thành từ đảo Chuuk giữa Thái Bình Dương, sau đó quét qua miền Trung Philippines rồi vào Biển Đông. Đến giữa Biển Đông, bão đổi hướng dịch lên phía bắc, đi dọc ven biển các tỉnh miền Trung Việt Nam sau đó đổ bộ vào các tỉnh từ Ninh Bình đến Quảng Ninh thuộc miền Bắc Việt Nam, trong đó tâm bão đổ bộ tỉnh Quảng Ninh. Cuối cùng bão đi vào đất liền Trung Quốc rồi suy yếu thành vùng áp thấp và tan biến.

Vào ngày 2 tháng 11, Cơ quan Khí tượng Nhật Bản (JMA) theo dõi một vùng áp thấp hình thành ở phía Đông của đảo Kosrae. Sau đó, vùng áp thấp này mạnh lên thành áp thấp nhiệt đới vào ngày 3 tháng 11.. Trung tâm của áp thấp nhiệt đới xoáy ở mức độ thấp cùng với vùng đối lưu sâu, Trung tâm cảnh báo bão Liên hợp cũng theo dõi và nâng cấp thành áp thấp nhiệt đới vào buổi trưa 3 tháng 11. Cuối ngày 3 tháng 11, áp thấp nhiệt đới mạnh lên thành bão và được đặt tên là Haiyan lúc 00:00 UTC ngày 4 tháng 11.
Trong khi đó, JTWC cũng nâng cấp vùng áp thấp thành bão nhiệt đới, trong khi xoáy thuận này tăng cường độ một cách ổn định trong một vùng gió giật yếu đến trung bình và có hướng về phía tây dọc theo rìa phía nam của dải áp cao cận nhiệt đới. Ngay sau khi JMA nâng Haiyan thành bão nhiệt đới vào sáng sớm 5 tháng 11, JTWC cũng nâng cấp thành bão, bởi một đám mây dày đặc và đặc điểm của mắt bão với các dải mây cong chặt chẽ. 18 giờ sau, JMA nâng Haiyan thành typhoon, khi nó hình thành mắt bão và bắt đầu mạnh lên. JTWC tiếp tục nâng Haiyan thành siêu bão vào sáng ngày 6 tháng 11. Sau đó, mắt bão đi qua đảo Kayangel ở Palau.
Khoảng 12:00 UTC vào ngày 7 tháng 11, bão đã đạt được mức tàn phá đỉnh điểm với sức gió mạnh nhất duy trì trong 10 phút là 230 km/h (138 mph) và áp suất khí quyển là 895 hPa. 6 giờ sau đó, JTWC đo được bão Haiyan có sức gió duy trì 1 phút là 315 km/h (189 mph). Bão Haiyan được xếp hạng không chính thức là cơn bão nhiệt đới mạnh thứ 4 theo kỷ lục dựa trên tốc độ gió. Cơn bão thể hiện nhiều đặc tính của một cơn bão nhiệt đới hình khuyên, mặc dù một dải đối lưu mạnh vẫn hiện được duy trì ở dọc theo phía tây của hệ thống bão. Vệ tinh đo được tại thời điểm đó, sử dụng phương pháp Dvorak, bão đạt tới mức tối đa trên thang đo là 8.

## Công tác phòng tránh bão

Ảnh động được tăng cường vòng lặp vệ tinh hồng ngoại của bão Haiyan với sức tàn phá mạnh nhất khi đổ bộ ở Phillipines.

### Micronesia và Palau
Theo tuyên bố của JTWC về áp thấp nhiệt đới 31W vào ngày 3 tháng 11, một thông điệp cảnh báo và theo dõi bão nhiệt đới được phát đi tới các nơi như Chuuk, Losap, and Poluwat trong Liên bang Micronesia. Xa hơn về phía tây, Faraulep, Satawal, và Woleai, được đặt dưới thông điệp cảnh báo và theo dõi bão cuồng phong trong khi Fananu và Ulul được đặt dưới thông điệp cảnh báo và theo dõi bão nhiệt đới.

### Philippines

Haiyan là bão cuồng phong cấp 5, cấp cao nhất ở ngoài khơi biển phía đông Philippines vào ngày 7 tháng 11.

Các nhà chức trách đã huy động lực lượng cảnh sát ở vùng Bicol để phòng chống cơn bão. Ở hai tỉnh Samar và Leyte, các lớp học bị hủy bỏ, và những người dân trong khu vực ngập lụt và lở đất bị buộc phải đi sơ tán. Một số khu vực bị bão đe dọa bị ảnh hưởng bởi trận động đất xảy ra trước đó ở Bohol. Tổng thống Philippines đã yêu cầu quân đội triển khai máy bay và trực thăng tới các vùng bị ảnh hưởng. Khi bão Haiyan đang di chuyển với tốc độ rất nhanh, PAGASA đã phát đi tín hiệu cảnh báo tới nhiều khu vực nước này. Khoảng 60 tỉnh bao gồm thủ đô Manila bị đặt dưới tình trạng báo động. Khoảng gần 1 triệu người đã được sơ tán đến các khu trú bão trên khắp 20 tỉnh của Philippines. 3 máy bay vận tải, 20 tàu hải quân, 32 máy bay quân sự và trực thăng đã được lệnh sẵn sàng tham gia công tác cứu trợ khi cần thiết.

### Việt Nam
Theo đánh giá, bão Haiyan có khả năng trở thành cơn bão mạnh nhất trong lịch sử đổ bộ vào Việt Nam. Theo ông Bùi Minh Tăng, Giám đốc Trung tâm Dự báo Khí tượng Thủy văn Trung ương, đây là một hiện tượng chưa từng xảy ra tại Việt Nam, do đó có thể cần xem xét công bố tình trạng khẩn cấp tại một số địa phương bão ảnh hưởng. Tất cả tàu thuyền đang hoạt động trong vùng biển bắc vĩ tuyến 8 đến nam vĩ tuyến 16 và đông kinh tuyến 112 được kêu gọi rời khỏi khu vực này trước 19 giờ ngày 8 tháng 11. Khu vực sơ tán dân sẽ là từ Thừa Thiên Huế đến Quảng Ngãi, có thể một phần phía bắc tỉnh Bình Định. Việc sơ tán dân tại khu vực ven biển được thực hiện trong ngày 9 tháng 11 với quy mô lớn chưa từng có: tại Thừa Thiên Huế thực hiện di dời 113.000 người, tại Quảng Ngãi di dời 80.000 hộ dân với hơn 400.000 nhân khẩu, tại Đà Nẵng đã hoàn thành việc di dời 133.000 hộ với 494.000 nhân khẩu, tại Bình Định đã di dời xong 811 hộ ven biển với 2.300 nhân khẩu. Tỉnh Hà Tĩnh cũng đã lên kế hoạch sơ tán 15.000 hộ dân với 50.000 người. Nghệ An đã có phương án sơ tán cho 26.000 hộ dân ven biển. Tính đến 6 giờ ngày 9 tháng 11, lực lượng bộ đội biên phòng các tỉnh từ Quảng Ninh đến Kiên Giang đã hướng dẫn, thông báo cho 85.245 tàu thuyền với 383.599 người về hướng đi của bão để chủ động phòng tránh.

## Thiệt hại
| Quốc gia            | Tử vong | Bị thương | Thiệt hại (USD) |
| ------------------- | ------- | --------- | --------------- |
| Philippines         | 6,310   | 28,770    | $14 tỷ          |
| Việt Nam            | 20      | 80        | $157 triệu      |
| Palau và Micronesia | 0       | 10        | $2,51 triệu     |
| Trung Quốc          | 10      | 40        | $750 triệu      |
| Đài Loan            | 8       | 10        | $10,3 triệu     |
| Tổng cộng           | 6,348   | 29,910    | $14.9tỷ         |

### Micronesia và Palau
Ở Kayangel trên đảo Palau, sóng cao đã phá hủy nhiều ngôi nhà, còn gió mạnh làm đổ nhiều cây cối. Koror, Babeldaob và Kayangel bị cúp nước và điện. Ở Koror, tốc độ gió đạt 120 km/h (75 mph) thổi tung mái nhà, làm đổ cây cối và các cột điện. Đường đê đắp cao nối liền hòn đảo với một bệnh viện ngoài biển bị đóng cửa tạm thời do ngập lụt. Koror ít bị thiệt hại do tâm bão quét qua phía bắc, nhưng đường sá bị ngập. Ở phía bắc của Babeldaob, bão Haiyan làm hư hại các trường học và tòa nhà. Do nằm gần Haiyan, cơn bão đi qua đã làm cho Kayangel bị ngập lụt toàn diện, và tất cả ngôi nhà đều bị phá hủy. Tuy không có người nào thiệt mạng, nhưng 69 người đã được di dời.

### Philippines

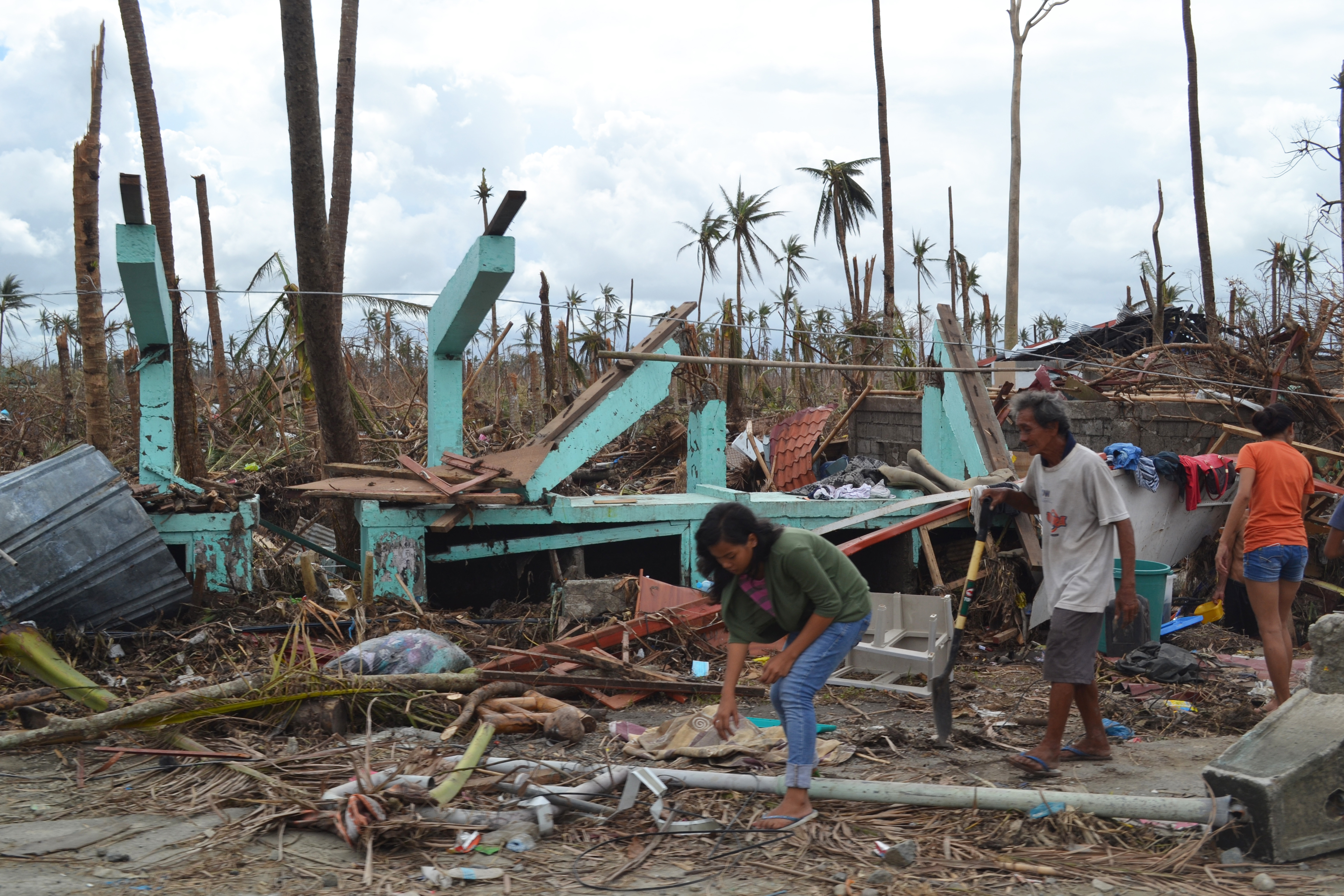
Một ngôi nhà chỉ còn các cột trụ tại Phillipines sau cơn bão

Đầu tiên, Haiyan đổ bộ vào đảo Guiuan, Đông Samar vào lúc 4 giờ 45 phút (giờ địa phương; 20 giờ 45 phút UTC) với tốc độ gió lên đến 315 km/h (196 mph), Haiyan trở thành siêu bão mạnh nhất trên thế giới từng đổ bộ vào đất liền.
Lúc 8 giờ 44 phút GMT, có hơn 100.000 người phải sống trong các trung tâm sơ tán và hàng trăm chuyến bay bị hủy bỏ, thông tin liên lạc với Tacloban, một thành phố có khoảng 200.000 người, đã bị gián đoạn sau khi cơn bão xảy ra.
PAGASA ghi nhận lở đất xảy ra 6 lần ở quần đảo Visayas. Có khoảng 3 người chết theo thông báo của Hội đồng Kiểm soát và Giảm nhẹ Thiên tai Philippines (NDRRMC) và 7 người bị thương. Sóng lớn do bão cũng xuất hiện nhiều nơi. Trên đảo Leyte và Samar, PAGASA đo được sóng cao 4–5 m. Trung tâm Cảnh báo Bão Liên hợp (JTWC) của Hải quân Mỹ thậm chí còn ghi nhận được những đợt sóng cao tới 15 m. Đảo Leyte và thành phố Tacloban là những nơi chịu ảnh hưởng nặng nề nhất, nhà cửa tại đây gần như bị san phẳng hoàn toàn. Sự tàn phá của cơn bão được mô tả là "giống như một trận sóng thần".
Ngày 9 tháng 11, một ngày sau khi cơn bão quét qua Philippines, Hội Chữ Thập Đỏ ước tính thiệt hại nhân mạng có thể lên đến 1.200 người.
Tính đến 10 giờ ngày 9 tháng 11 (giờ GMT), Hội đồng Kiểm soát và Giảm nhẹ Thiên tai Philippines đã chính thức xác nhận có 138 người đã chết do bão Haiyan và 350.000 người khác phải đi sơ tán.
Ngày 10 tháng 11, ông Tescon Lim, lãnh đạo Tacloban, thủ phủ của tỉnh Leyte, cho biết số người thiệt mạng chỉ tính riêng tại thành phố này "có thể lên đến 10.000 người". Số người rơi vào cảnh không gia cư ước tính khoảng 620.000 người và 9,5 triệu người bị ảnh hưởng. Thiệt hại kinh tế ước tính ban đầu có thể lên đến 14 tỷ USD.

### Việt Nam
Do bão liên tục đổi hướng và đã yếu đi nhiều trong quá trình hoạt động trên Biển Đông nên đã không gây ra thiệt hại quá lớn tại Việt Nam như dự kiến ban đầu. Tại các tỉnh miền Trung Việt Nam bão không đổ bộ, nhưng theo thống kê chính thức đã có 9 người chết, chủ yếu do các nguyên nhân gián tiếp như một số các tai nạn khi người dân trèo lên mái nhà chằng chống nhà cửa. 3 giờ sáng ngày 11 tháng 11, bão Haiyan đã đổ bộ vào Quảng Ninh và Hải Phòng. Tại Quảng Ninh bão không gây thiệt hại về người, nhưng đã làm tốc mái gần 500 căn nhà, làm chìm 20 tàu thuyền và 5 nhà bè, gây mất điện tại 6/8 huyện của tỉnh. Cột ăng ten cao 52 m của Đài Truyền thanh – Truyền hình thành phố Uông Bí đã bị gió bão quật đổ.

### Đài Loan
Tại thành phố Tân Bắc, Đài Loan, sóng biển lớn do ảnh hưởng của bão Haiyan đã cuốn trôi và làm 8 người thiệt mạng.

### Trung Quốc
Tại cảng Tam Á trên đảo Hải Nam, Trung Quốc, một chiếc tàu hàng đang neo đậu đã bị cuốn trôi ra biển, làm 6 thủy thủ trên tàu mất tích.

## Kỷ lục
Haiyan là cơn bão đổ bộ vào đất liền mạnh nhất trong lịch sử. Ở cường độ mạnh nhất, Haiyan có tốc độ gió tối đa duy trì trong 10 phút (JMA đánh giá) là 230 km/h (138 mph) tương đương với bão Megi (2010) với tốc độ 230 km/h (về áp suất thì nó vẫn kém Megi 10 hPa) và tốc độ gió tối đa duy trì trong 1 phút là 315 km/h (189 mph) (tốc độ gió cao nhất từng được ghi nhận kể từ năm 1966, đứng thứ tư không chính thức trong kỷ lục các cơn bão có sức gió mạnh nhất sau Siêu bão Ida năm 1958 (325 km/h), Siêu bão Violet năm 1961 (335 km/h) và Siêu bão Nancy năm 1961 (345 km/h), cao hơn cả Siêu bão Tip mạnh nhất thế giới và cả bão Megi (2010) (305 km/h)), gió giật 350 km/h (216 mph), có lúc lên tới 380 km/h (235 mph) cùng với áp suất thấp kỉ lục 895 hPa (thấp nhất trong 3 năm qua chỉ sau bão Megi (2010) với áp suất 885 hPa). Vì áp suất của siêu bão Haiyan chỉ được ước tính qua ảnh vệ tinh nên không chính xác và có khả năng Haiyan có áp suất thấp kỉ lục là 858 hPa giống siêu bão Angela năm 1995 cũng được coi là xoáy thuận mạnh nhất với áp suất thực tế dự đoán 855 hPa. Ở Philippines sức gió mạnh 350 km/h, sóng cao 10–15 m (cao nhất nhiều năm qua).

## Hình ảnh

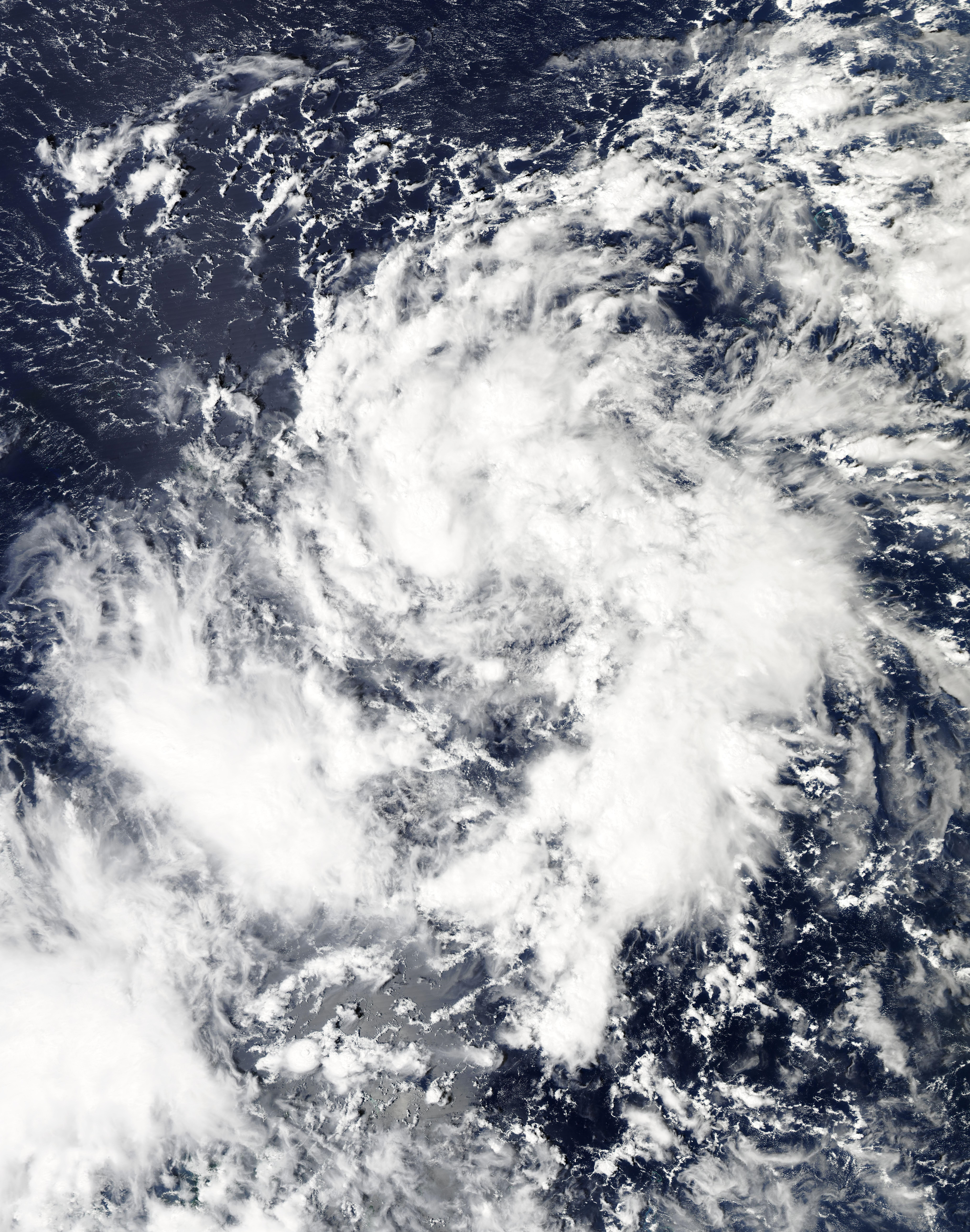
ngày 3 tháng 11
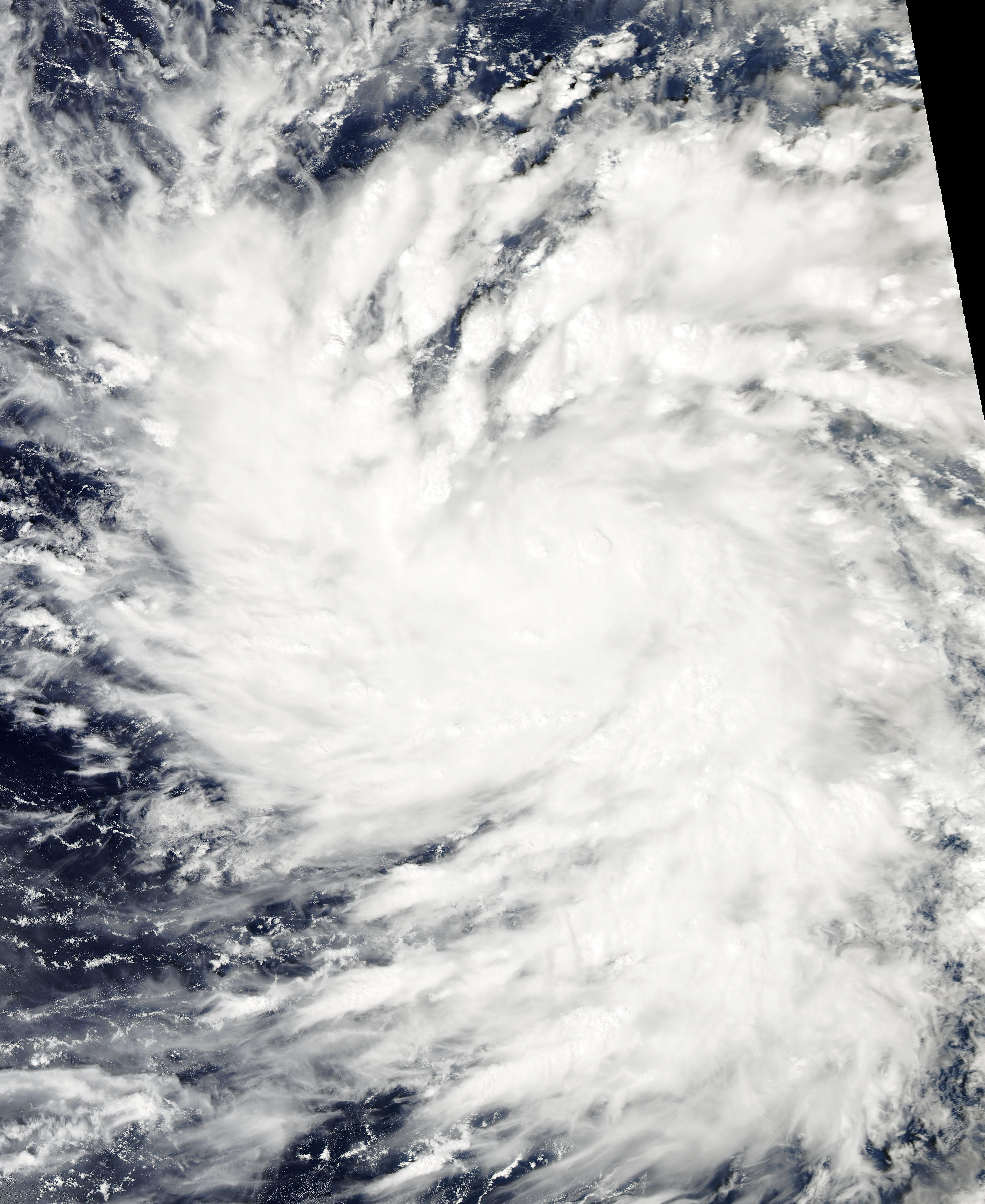
ngày 4 tháng 11
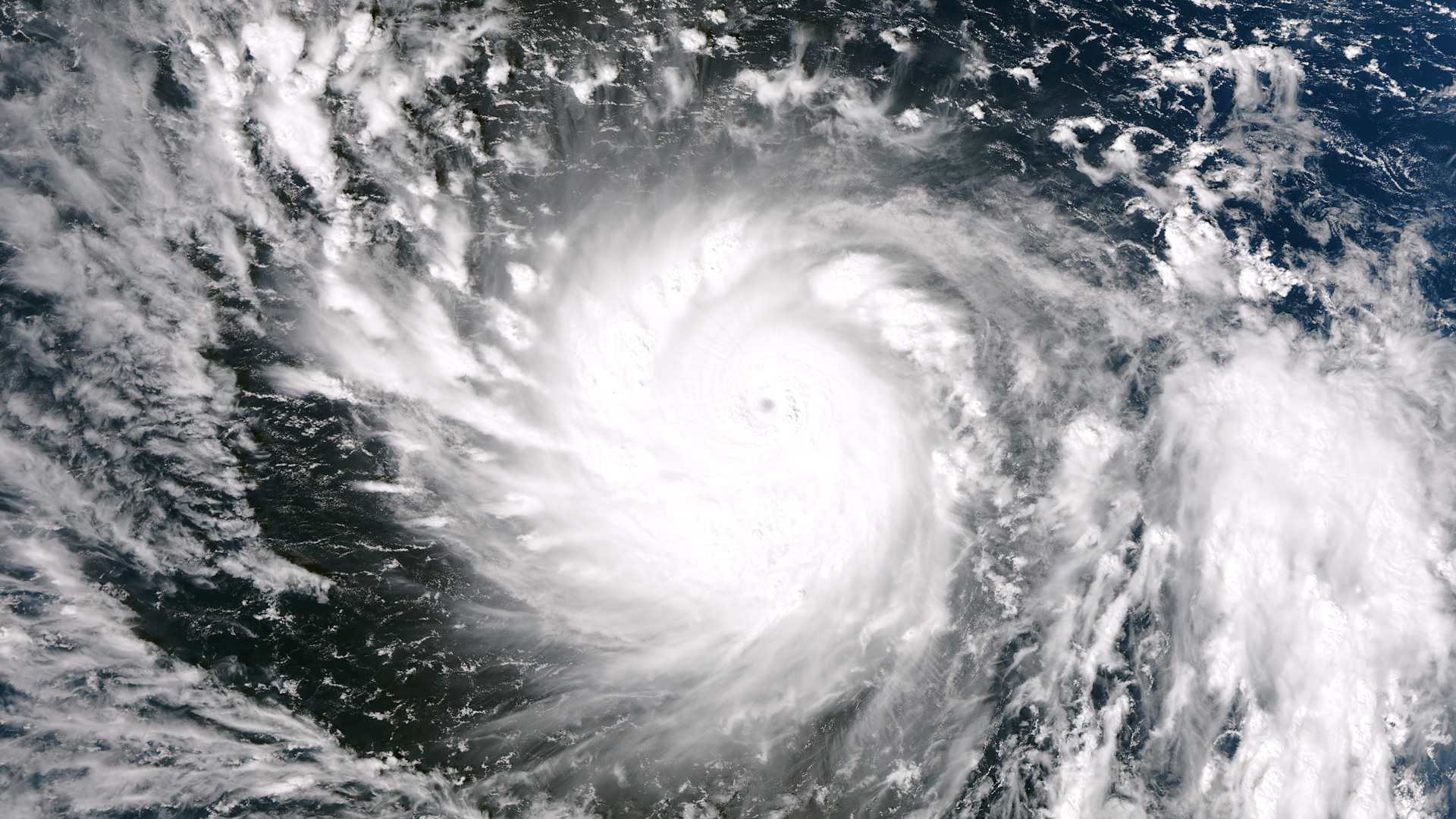
ngày 5 tháng 11
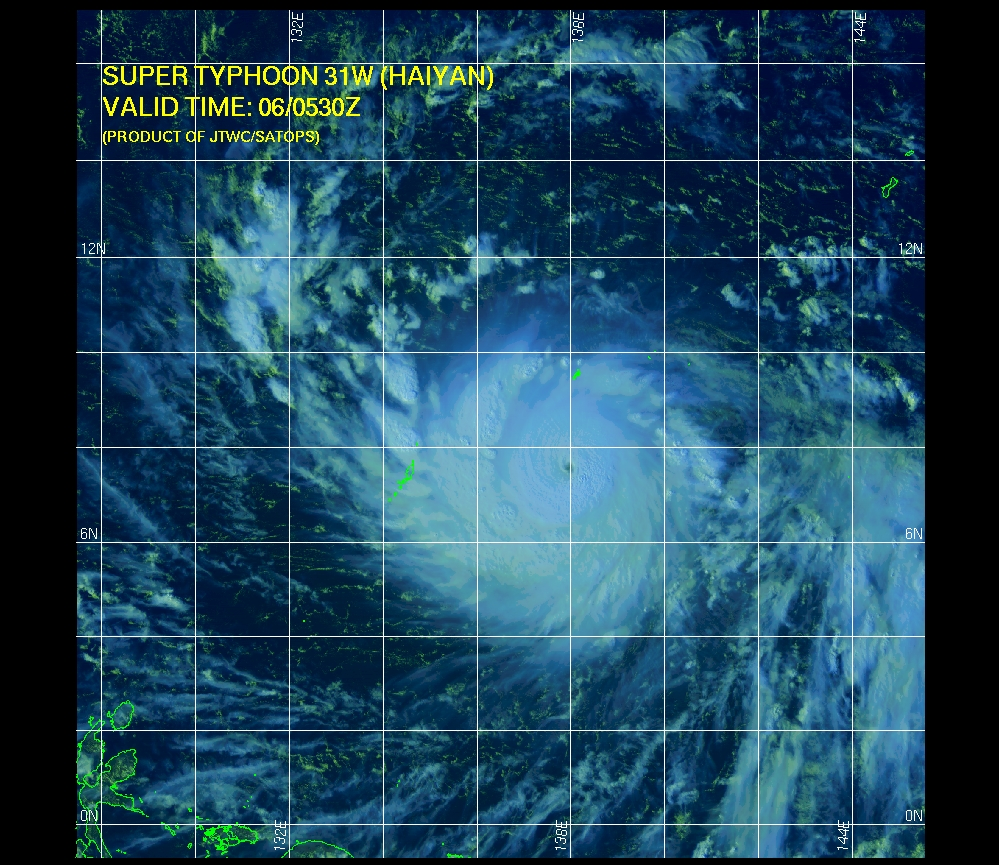
ngày 6 tháng 11
ngày 7 tháng 11
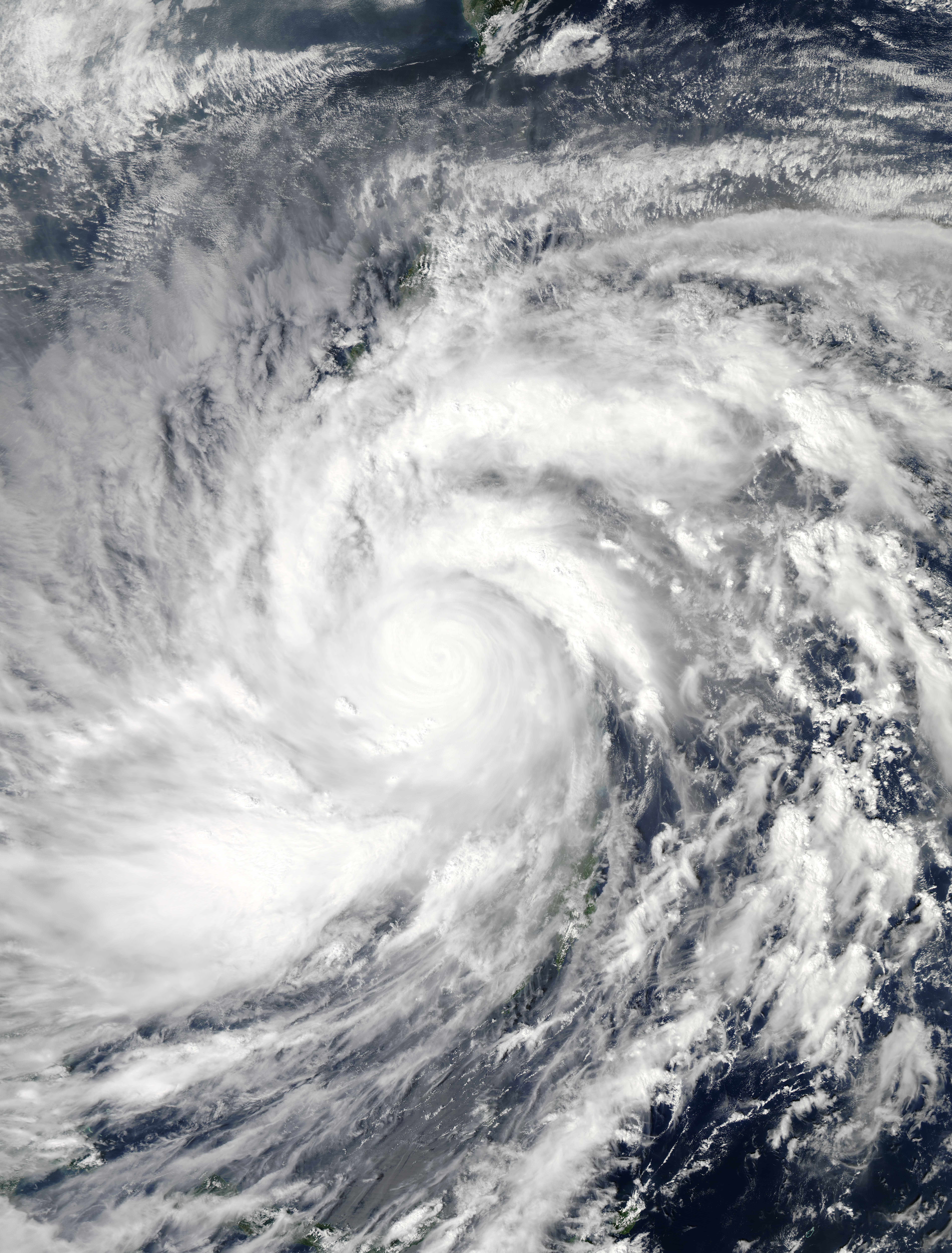
ngày 8 tháng 11
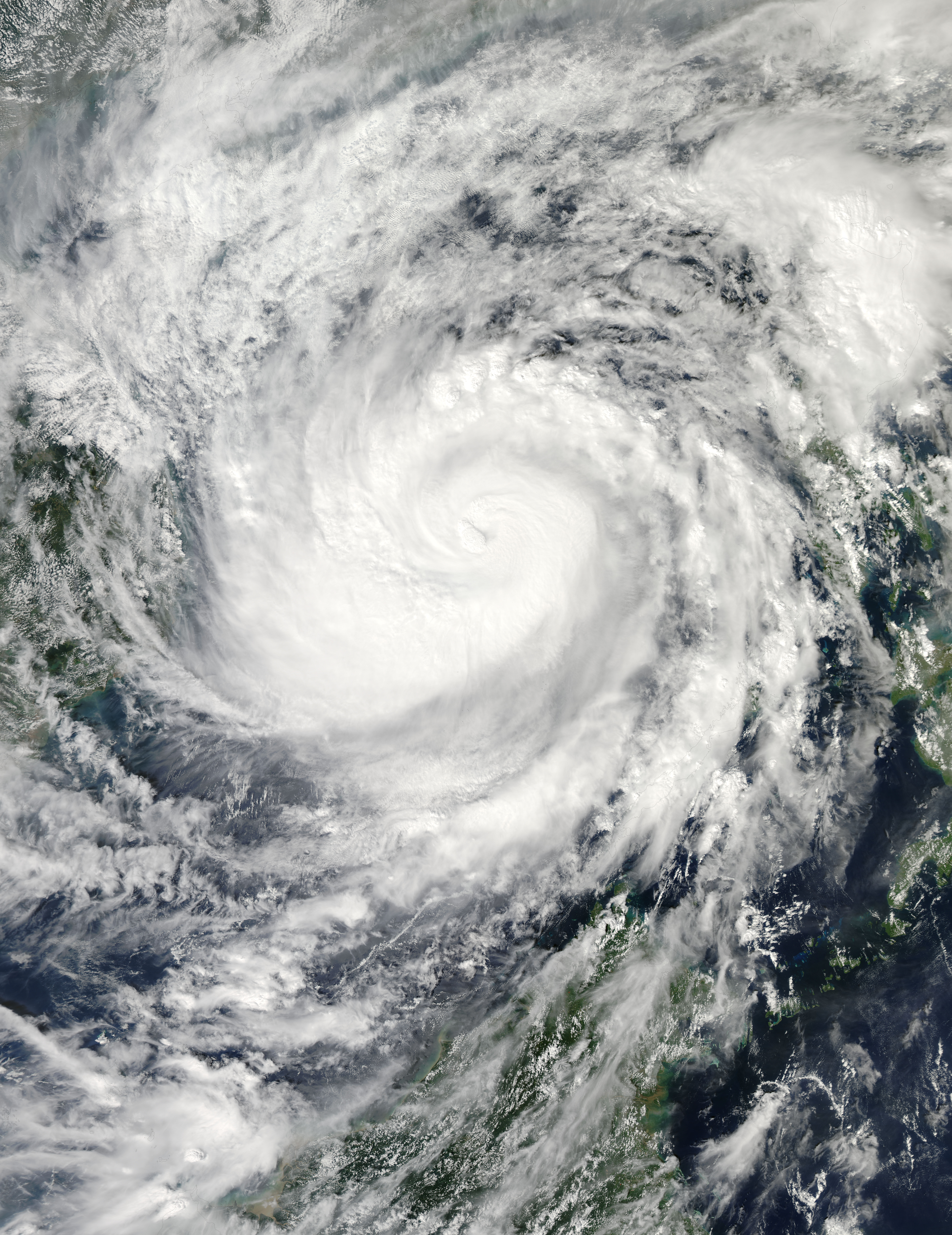
ngày 9 tháng 11
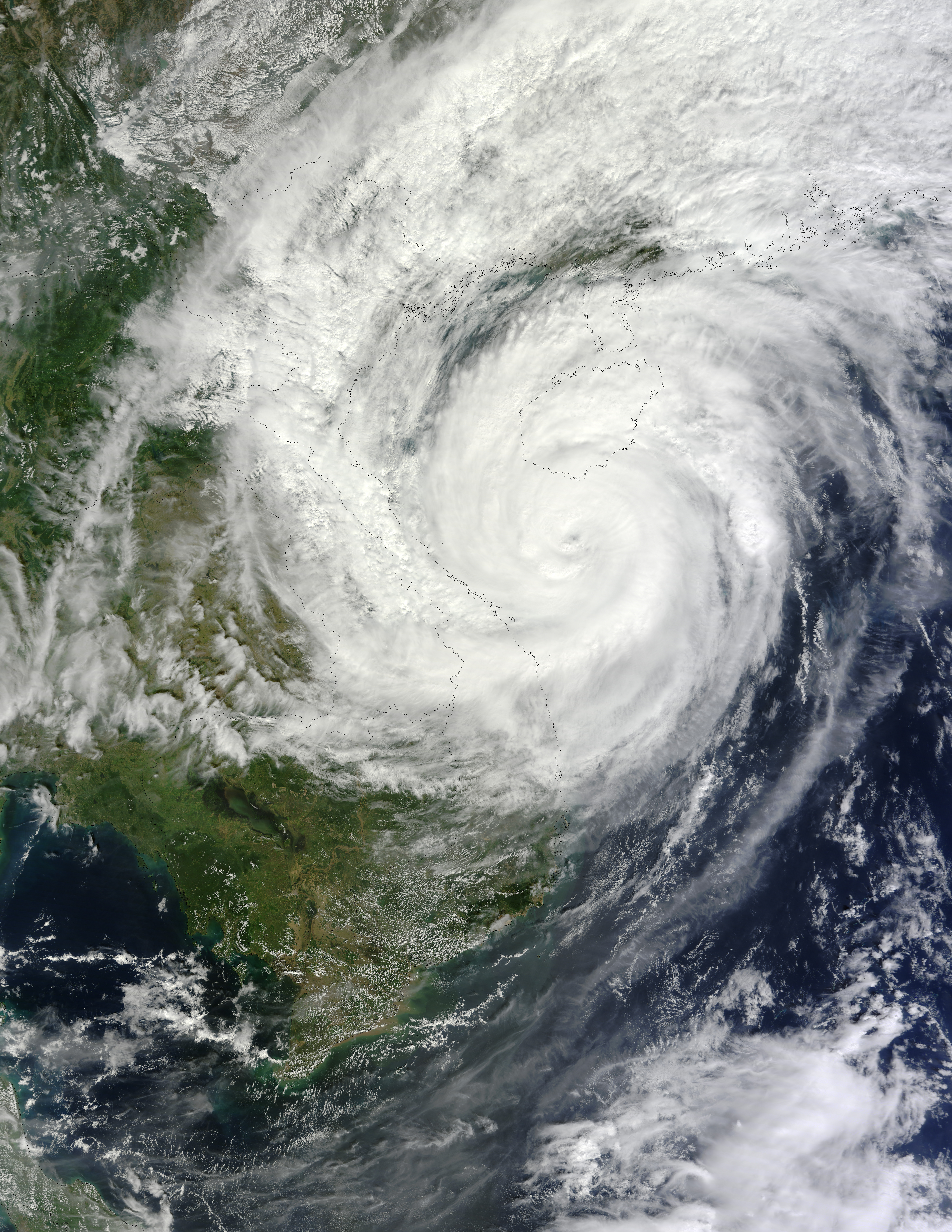
ngày 10 tháng 11
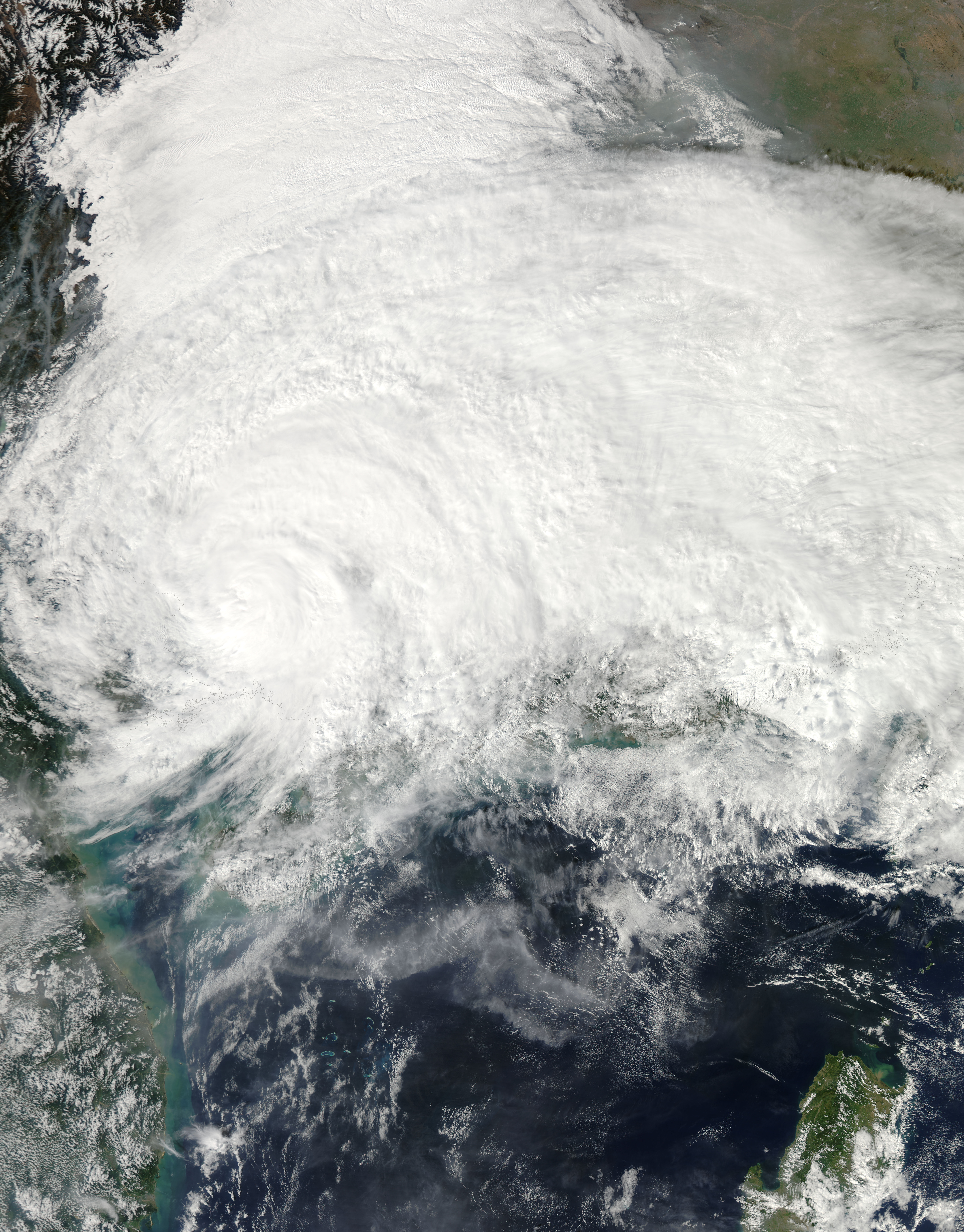
ngày 11 tháng 11
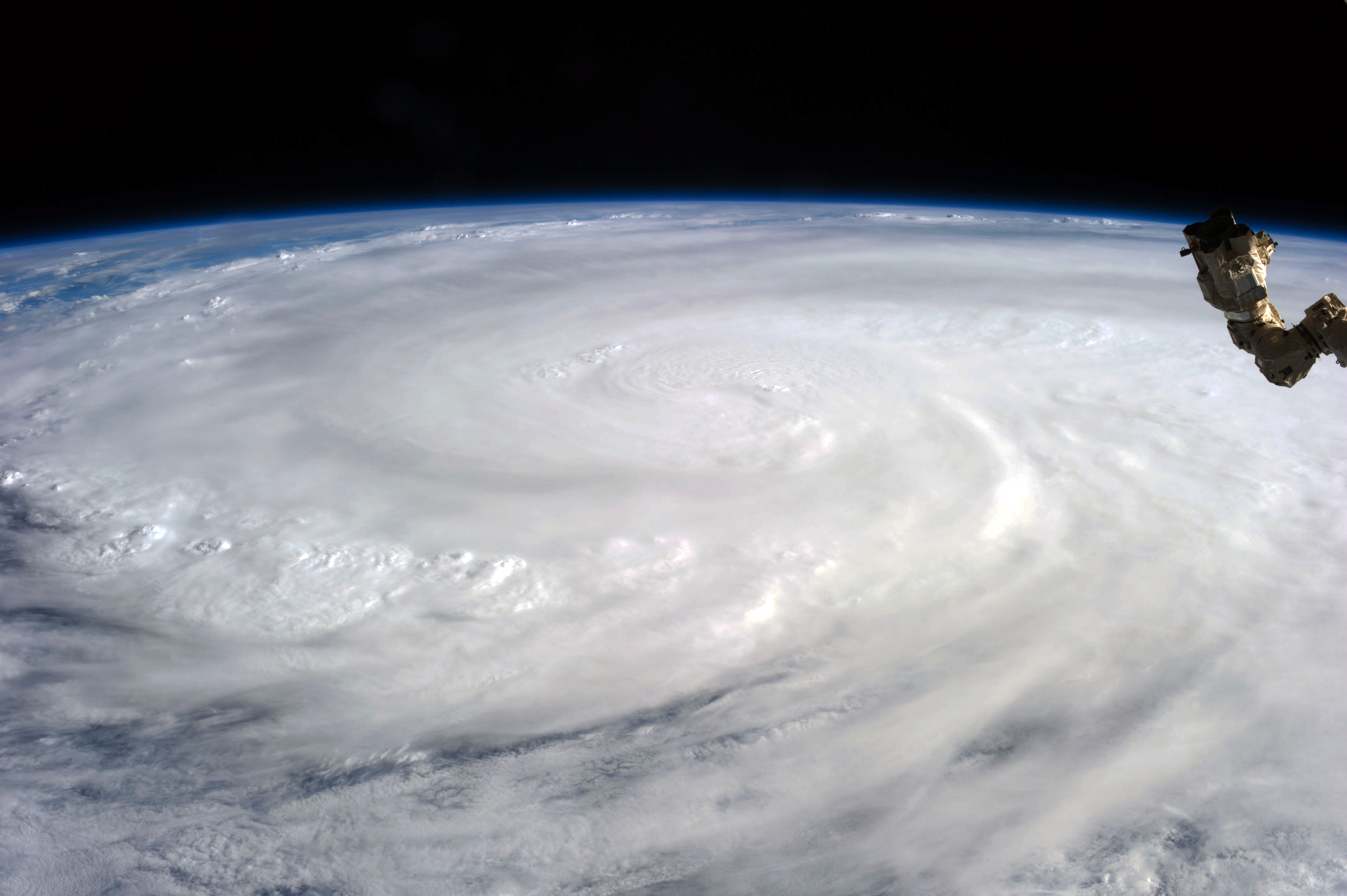
Bão được nhìn từ Trạm vũ trụ Quốc tế.